# Mangosta de cua anellada
La mangosta de cua anellada (Galidia elegans) és una espècie de gènere monotípic Galidia de la família dels euplèrids, que viu a l'illa de Madagascar. Actualment hi ha moltes desavinences sobre la ubicació dels carnívors de Madagascar, inclosa la mangosta de cua anellada, dins de l'arbre filogenètic. Estudis moleculars recents fets per Anne Yoder et al.(2003), publicats a la revista Nature, suggereixen que els carnívors de Madagascar evolucionaren a partir d'una única espècie de mangosta ancestral.

## Descripció
La mangosta de cua anellada és una espècie relativament petita, encara que la més gran de la subfamília dels galidins. La longitud del cos varia entre 32 i 38 centímetres, i un pes que va de 700 a 900 grams. El seu cos és llarg i prim, i el cap arrodonit, amb un musell puntegut i les orelles son petits i rodones. Les seves potes són curtes, i els seus peus estan dotats d'urpes curtes i pèls a la planta. El seu pelatge és d'un color marró vermellós al cap i al cos, i negre a les potes. Com el seu nom indica, la seva curta llarga i espessa, té anells de color negre que li donen un aspecte semblant al de la cua d'un os rentador.

## Distribució i hàbitat
La mangosta de cua anellada és nativa de l'illa de Madagascar, on viu als boscos humits del nord, a l'est i l'oest. Aquesta espècie ocupa una àrea aproximada de 650.878 ha. El tipus de bosc on viu, va del subtropical al tropical sec.

## Comportament
La informació que existeix sobre el comportament social d'aquesta espècie és una mica contradictòria. Alguns informes diuen que són animals gregaris que viuen en grups de fins a 5 individus. Altres indiquen que no són animals massa sociables, i que viuen en parelles o en solitari. Els grups dels que s'ha informat estan centrats al voltant d'una parella de mascle i femella, els quals podrien representar una unitat familiar.
La mangosta de cua anellada és un animal àgil, capaç de pujar fàcilment als arbres. Malgrat ser un animal terrestre, és més arborícola que altres vivèrrids. Són diürns i s'ha observat que molt juganers. Durant la nit, nien en caus que excaven o en forats als arbres.
Comunicació a través de marcat amb olors és important per les mangostes de cua anellada. Només els mascles tenen sacs anals, les secrecions del qual freguen sobre troncs d'arbres, branques i roques.
Com que aquests animals són diürns, probablement tenen algunes comunicacions visuals, a través de postures del cos, amb els seus congèneres. La comunicació tàctil és sempre important en els mamífers, especialment entre parelles, pares i fills, i els seus rivals pel territori o companys d'aparellament. Encara que no s'ha informat de vocalitzacions, és probable que aquests animals també utilitzen alguns sons per comunicar-se entre ells.
Hi ha registres que informen d'individus de fins a 13 anys en captivitat, però la seva esperança de vida a la natura és probablement la meitat.

## Dieta
Tot i que la seva dieta és principalment carnívora, també s'alimenten d'insectes i fruit. La seva alimentació està formada per petits mamífers, invertebrats, rèptils, peixos, ocells, ous i fruits.

## Reproducció
El sistema d'aparellament d'aquesta espècie no ha estat documentat. No obstant això, aquests animals es troben sovint sols o en parelles, i no són tan socials com molts altres vivèrrids. Això implica que poden ser monògams, encara que no hi ha dades que ho confirmin.
La mangosta de cua anellada s'aparella entre abril i novembre, i després d'un període de gestació d'entre 72 i 91 dies, les femelles donen a llum a una sola cria. Els naixements tenen lloc entre juliol i febrer. Els joves arriben a la mida d'adult al voltant del primer any d'edat, i assoleixen la maduresa sexual al segon any.
No hi ha informació disponible que detalli la cura parental de les cries en aquesta espècie. No obstant això, és probable que, com és el cas de la majoria dels carnívors, els joves siguin altricials, i no obrin els ulls fins que tinguin unes poques setmanes d'edat. La mare probablement dona a llum les seves cries en un cau o cova, on la cria queda protegida fins que sigui capaç de moure's bé per si mateixa en el seu entorn. Com que aquesta és una espècie de mamífer, sabem que la femella proporciona llet a les seves cries. Es desconeixen la durada de la lactància, la durada de l'associació entre les joves i els pares després del naixement, i si el pare participa en la cura parental.

## Estat de conservació
Les mangostes de cua anellada estan catalogades com vulnerables dins la Llista Vermella de la UICN. Es creu que la població ha disminuït en un 20% durant els últims deu anys a causa de la reducció i degradació del seu hàbitat. Aquest problema de la pèrdua d'hàbitat es veu agreujada per la competència amb la civeta petita de l'Índia, així com amb els gossos i gats domèstics.

## Subespècies
- Galidia elegans elegans
- Galidia elegans dambrensis
- Galidia elegans occidentalis